# NGC 3606
NGC 3606 is een elliptisch sterrenstelsel in het sterrenbeeld Waterslang. Het hemelobject werd op 20 april 1835 ontdekt door de Britse astronoom John Herschel.

## Synoniemen
- ESO 377-32
- MCG -5-27-4
- AM 1113-333
- PGC 34378